# Joy Ride 3: Road Kill
Joy Ride 3: Roadkill (auch bekannt als Joy Ride 3) ist ein amerikanischer Horrorfilm aus dem Jahr 2014, geschrieben von Declan O’Brien. Es ist ein Nachfolger der Filme Joyride – Spritztour (2001) und Joy Ride 2: Dead Ahead (2008).
Der Film wurde am 3. Juni 2014 digital veröffentlicht.

## Handlung
Rusty Nail ist ein rachsüchtiger LKW-Fahrer, der immer noch über die Straße 17 streift, um ahnungslose Autofahrer zu erschrecken. Diesmal sind zwei Rennfahrer an der Reihe, das auf ein Rennen zusteuert. Ein Lastwagenfahrer warnt sie. Sie dürfen nicht durch Straße 17 fahren, weil sie den Spitznamen Straße des Massakers trägt, obwohl es eine Abkürzung ist. Die Gruppe fährt dort trotzdem hin und hält die Straße für ein lächerliches Gerücht. Dort schnappt sich Rusty Nail die Rennfahrer. Für sie beginnt ein Alptraum, aus dem es schwer sein wird, einen Ausweg zu finden.

## Rezeption
- Lexikon des internationalen Films: Steven Spielbergs Frühwerk „Duell“ (1971) trifft auf den Horrorthriller „Saw“ (2004) in einer billigen Mischung aus Road Movie und Folterhorror, die auf Stunts und brutale Tötungsszenen setzt.[3]